# Anthony Young (Radsportler)
Anthony Young (* 7. April 1900 in Newark (New Jersey); † 22. August 1970 in Springfield (New Jersey)) war ein US-amerikanischer Radrennfahrer.

## Sportliche Laufbahn
Young war Bahnradsportler und Teilnehmer der Olympischen Sommerspiele 1920 in Antwerpen. Er startete in drei Disziplinen. 
Im Sprint gewann er die ersten beiden Runden und schied im Halbfinale gegen Harry Ryan aus. In der Mannschaftsverfolgung kam der Vierer der USA mit Christopher Dotterweich, Anthony Young, Willie Beck und Fred Taylor auf den 8. Platz.
Im Punktefahren beendete er das Rennen nicht.